# Děnis Urubko
Děnis Viktorovič Urubko (* 21. července 1973 Něvinnomyssk) je kazašský horolezec ruského původu. Narodil se v Rusku, ovšem od 17 let žije v Almatě. Je ženatý a má dvě děti. V roce 2009 se stal 18. člověkem, který vystoupil na všechny osmitisícovky, a devátým, který na všechny vystoupil bez použití umělého kyslíku. Podařilo se mu dosáhnout posledního vrcholu ve věku 35 let a je tak třetím nejmladším člověkem, kterému se podařilo dosáhnout všech osmitisícových vrcholů. Všechny osmitisícovky se mu navíc povedlo vylézt během pouhých devíti let. Kromě horolezectví se věnuje i filmování a působí také v kazašské armádě. V letech 1998-2001 byl vyhlášen nejlepším horolezcem Kazachstánu. Na Makalu uskutečnil první zimní výstup spolu s Italem Simone Morem. Na Čo Oju, Broad Peak a Manáslu vystoupil novými cestami. Ze základního tábora na vrchol Gašerbrumu II a zpět dokázal dojít během pouhých 14 hodin. Na Annapurně uskutečnil noční výstup. V únoru 2011 uskutečnil první zimní výstup na Gašerbrum II společně s Italem Simone Morem a Kanaďanem Cory Richardsem. V současné době se Moro a Urubko chystají na pokus o první zimní výstup na Nanga Parbat v Pákistánu.

## Úspěšné výstupy na osmitisícovky
- 2000 Mount Everest (8 848 m n. m.)
- 2001 Lhoce (8 516 m n. m.)
- 2001 Gašerbrum I (8 068 m n. m.)
- 2001 Gašerbrum II (8 035 m n. m.)
- 2002 Kančendženga (8 586 m n. m.)
- 2002 Šiša Pangma (8 013 m n. m.)
- 2003 Nanga Parbat (8 125 m n. m.)
- 2003 Broad Peak (8 047 m n. m.)
- 2004 Annapurna (8 091 m n. m.)
- 2005 Broad Peak (8 047 m n. m.) - nová cesta
- 2006 Manáslu (8 163 m n. m.)
- 2006 Manáslu (8 163 m n. m.) - nová cesta
- 2007 Dhaulágirí (8 167 m n. m.)
- 2007 K2 (8 611 m n. m.)
- 2008 Makalu (8 465 m n. m.)
- 2009 Makalu (8 465 m n. m.) - zimní výstup
- 2009 Čo Oju (8 201 m n. m.) - nová cesta
- 2010 Lhoce (8 516 m n. m.) - nová cesta
- 2011 Gašerbrum II (8 035 m n. m.) - zimní výstup
- 2014 Kančendženga (8 586 m n. m.)

## Další úspěšné výstupy
- 1991 Bělucha (4 506 m n. m.)
- 1992 Ključevskaja (4 750 m n. m.)
- 1992 Aksu (5 355 m n. m.)
- 1993 Chan Tengri (7 010 m n. m.)
- 1995 Chan Tengri (7 010 m n. m.)
- 1998 Chan Tengri (7 010 m n. m.)
- 1999 Pik Lenina (7 134 m n. m.)
- 1999 Štít Korženěvské (7 105 m n. m.)
- 1999 Pik Ismail Samani (7 495 m n. m.)
- 1999 Chan Tengri (7 010 m n. m.)
- 1999 Džengiš Čokusu (7 439 m n. m.)
- 2000 Chan Tengri (7 010 m n. m.)
- 2000 Chan Tengri (7 010 m n. m.)
- 2002 Pik Lenina (7 134 m n. m.)
- 2004 Pik Lenina (7 134 m n. m.)